# Holmedal-Karlanda församling
Holmedal-Karlanda församling är en församling i Västra Värmlands kontrakt i Karlstads stift. Församlingen ligger i Årjängs kommun i Värmlands län och ingår i Nordmarkens pastorat.

## Administrativ historik
Församlingen bildades 2006 genom sammanslagning av Holmedals församling och Karlanda församling och bildade därefter till 2014  ett eget pastorat.
Från 2014 ingår församlingen i Nordmarkens pastorat.

## Kyrkor
- Holmedals kyrka
- Karlanda kyrka